# エポキシド

最も簡単なエポキシドであるエチレンオキシド（エポキシエタン）の構造式

エポキシド (epoxide) は3員環のエーテルであるオキサシクロプロパン（オキシラン）を構造式中に持つ化合物の総称で、最も単純なものはエチレンオキシド（エポキシエタン）である。置換基として見る場合はエポキシ基と呼ばれる。化学工業、有機合成化学の分野において中間体として重要である。

## 合成
多くの場合、過酸化物などによってオレフィンを酸化することで合成される。酸化剤として、実験室レベルではmCPBA、オキソン、金属のオキソ錯体、過酸化水素などが利用される。
1,2-ハロヒドリンからの分子内ウィリアムソン合成も、エポキシドを得る有力な手法である。
キラルなエポキシドは中間体として重要であるため、各種の不斉酸化反応が発表されている。バリー・シャープレスらによるシャープレス酸化が有名であるが、その弟子であるエリック・ジェイコブセンもサレン錯体を用いる方法を発表している（ジェイコブセン・香月エポキシ化）。また糖などから誘導したケトンを触媒とし、オキソンを用いて酸化する手法も近年進歩が著しい。
そのほかの方法として、カルボニル化合物に対して硫黄イリドを作用させることでもエポキシドが得られる（コーリー・チャイコフスキー反応）。1,2-ジオールの脱水による方法もある。

## 反応
エポキシドは反応性に富み、求核性を持った化合物と付加反応を起こす。そのため、様々な化合物を作るための原料として実験室や工場で用いられている。例えばエポキシドに水を酸触媒で付加すると vic-アルコールが、第一級のグリニャール試薬と反応させると増炭して新たな第一級のアルコールが、アミンを反応させるとアミノアルコールができる。